# Giovanni Andrea Tria
Giovanni Andrea Tria (Laterza, 22 luglio 1676 – Roma, 16 gennaio 1761) è stato un filosofo, teologo e arcivescovo cattolico italiano.

## Biografia
Figlio di Francesco Tria e Margherita Geminale, completò i suoi studi di filosofia, teologia e ambe leggi a Napoli e Roma.
Nel 1704 fu uditore di diritto canonico presso il monastero benedettino di Cava de' Tirreni rimase al servizio di questa abbazia anche quando fu trasferito a Roma.
Il 26 agosto 1709 fu nominato vicario generale di monsignor Lorenzo Gherardi, vescovo di Loreto e Recanati, e tale rimase fino al 1714. Più tardi, con monsignor Giuseppe Firrao, ebbe l'incarico di "nunzio straordinario" alla Corte del Portogallo.
Quando monsignor Firrao, per questione di salute, fu trasferito in Svizzera, Tria andò con lui a Lucerna. Durante la sua permanenza in Svizzera intraprese un'importante missione in Svezia e Germania.
Fu eletto vescovo di Cariati e Cerenzia ed entrò in carica il 17 marzo 1720, presiedendo il sinodo (16/18 marzo 1726).
Fu trasferito poi alla diocesi di Larino, nel Molise, il 23 febbraio 1727.
Partecipò al concilio provinciale di Benevento dal 1º al 12 maggio 1729. Nel 1740 fu nominato «consulente del Sacro Offizio» e nel dicembre dello stesso anno fu nominato arcivescovo di Tiro.
Divenne «esaminatore di Vescovi» e fu insignito del titolo di cavaliere dell'Ordine di San Giacomo per i suoi meritori servigi resi alla Corte di Lisbona.
Morì di apoplessia a Roma il 16 gennaio 1761.

## Opere
Il suo erudito lavoro include:
- Memorie storiche civili, ed ecclesiastiche della città e Diocesi di Larino (edite a Roma, 1744)
- Note di accommodamento tra il Papato e la Corte Reale di Napoli (edito a Roma, 1743)
- Vita di Papa Benedetto XIII

## Genealogia episcopale e successione apostolica
La genealogia episcopale è:
- Cardinale Scipione Rebiba
- Cardinale Giulio Antonio Santori
- Cardinale Girolamo Bernerio, O.P.
- Arcivescovo Galeazzo Sanvitale
- Cardinale Ludovico Ludovisi
- Cardinale Luigi Caetani
- Cardinale Ulderico Carpegna
- Cardinale Paluzzo Paluzzi Altieri degli Albertoni
- Cardinale Gaspare Carpegna
- Cardinale Fabrizio Paolucci
- Cardinale Antonio Felice Zondadari
- Arcivescovo Giovanni Andrea Tria

La successione apostolica è:
- Vescovo Geronimo de Laurenzi (1743)

## Fonti
- (IT) Camillo Minieri Riccio, Memorie storiche degli scrittori nati nel regno di Napoli, Napoli, Tipografia dell'Aquila di V. Puzziello, 1844,  p. 357. URL consultato il 26-4-2019.